# میدکیف (تگزاس)
میدکیف، تگزاس(به انگلیسی: Midkiff, Texas) شهری در ایالت تگزاس از ایالات جنوبی ایالات متحده آمریکا است.